# Coleophora gilveolella
Coleophora gilveolella é uma espécie de mariposa do gênero Coleophora pertencente à família Coleophoridae.